# Wereldbeker roeien
De Wereldbeker Roeien (Rowing World Cup) is een internationale roeicompetitie van de FISA, georganiseerd sinds 1997. De World Cup bestaat uit drie roeiwedstrijden (in 2001: vier), die in het zomerhalfjaar verroeid worden op drie verschillende roeibanen. Per roeiwedstrijd wordt toegevoegd I, II dan wel III aan de naam. De World Cup levert per land en per ploeg een winnaar op.

## Edities en locaties (sinds 1997)
| Jaar | Plaats            | Locatie          | Data       | Bootklassen | Algemene winnaar |
| ---- | ----------------- | ---------------- | ---------- | ----------- | ---------------- |
| 2023 | Luzern            | Rotsee           | 7-9 juli   |             |                  |
| 2023 | Varese            | Meer van Varese  | 16-18 juni |             |                  |
| 2023 | Zagreb            | Jarunmeer        | 5-7 mei    |             |                  |
| 2024 | Luzern            | Rotsee           | 14-16 juni |             |                  |
| 2024 | München           | Oberschleissheim | 24-26 mei  |             |                  |
| 2024 | Nog niet vergeven |                  |            |             |                  |

| Jaar | Plaats              | Locatie                 | Data            | Bootklassen | Algemene winnaar    |
| ---- | ------------------- | ----------------------- | --------------- | ----------- | ------------------- |
| 2022 | Luzern              | Rotsee                  | 8-10 juli       |             |                     |
| 2022 | Poznań              | Maltameer               | 17-19 juni      |             |                     |
| 2022 | Belgrado            | Ada Ciganlija           | 27-29 mei       |             |                     |
| 2021 | Sabaudia            | Lago di Paola           | 4-6 juni        |             | Duitsland           |
| 2021 | Luzern              | Rotsee                  | 21-23 mei       |             | Duitsland           |
| 2021 | Zagreb              | Jarunmeer               | 30 april-2 mei  |             | Duitsland           |
| 2020 | Luzern (afgelast)   | Rotsee                  | 22-24 mei       |             | Afgelast            |
| 2020 | Varese (afgelast)   | Meer van Varese         | 1-3 mei         |             | Afgelast            |
| 2020 | Sabaudia (afgelast) | Lago di Paola           | 10-12 april     |             | Afgelast            |
| 2019 | Rotterdam           | Willem-Alexander Baan   | 12-14 juli      |             | Australië           |
| 2019 | Poznań              | Maltameer               | 21-23 juni      |             | Australië           |
| 2019 | Plovdiv             | Plovdiv Regatta Venue   | 10-12 mei       |             | Australië           |
| 2018 | Luzern              | Rotsee                  | 13-15 juli      |             | Duitsland           |
| 2018 | Linz/Ottensheim     | oude arm Donau          | 21-24 juni      |             | Duitsland           |
| 2018 | Belgrado            | Ada Ciganlija           | 1-3 juni        |             | Duitsland           |
| 2017 | Luzern              | Rotsee                  | 7-9 juli        |             | Verenigd Koninkrijk |
| 2017 | Poznań              | Maltameer               | 16-18 juni      |             | Verenigd Koninkrijk |
| 2017 | Belgrado            | Ada Ciganlija           | 5-7 mei         |             | Verenigd Koninkrijk |
| 2016 | Poznań              | Maltameer               | 17-19 juni      |             | Nieuw-Zeeland       |
| 2016 | Luzern              | Rotsee                  | 27-29 mei       |             | Nieuw-Zeeland       |
| 2016 | Varese              | Meer van Varese         | 15-17 april     |             | Nieuw-Zeeland       |
| 2015 | Luzern              | Rotsee                  | 10-12 juli      |             | Nieuw-Zeeland       |
| 2015 | Varese              | Meer van Varese         | 18-21 juni      |             | Nieuw-Zeeland       |
| 2015 | Bled                | Meer van Bled           | 9-10 mei        |             | Nieuw-Zeeland       |
| 2014 | Luzern              | Rotsee                  | 11-13 juli      |             | Nieuw-Zeeland       |
| 2014 | Aiguebelette-le-Lac | Meer van Aiguebelette   | 20-22 juni      |             | Nieuw-Zeeland       |
| 2014 | Sydney              | Penrith Lake            | 28-30 maart     |             | Nieuw-Zeeland       |
| 2013 | Luzern              | Rotsee                  | 12-14 juli      |             | Verenigd Koninkrijk |
| 2013 | Eton                | Dorney Lake             | 21–23 juni      |             | Verenigd Koninkrijk |
| 2013 | Sydney              | Penrith Lake            | 22-24 maart     |             | Verenigd Koninkrijk |
| 2012 | München             | Oberschleissheim        | 15-17 juni      |             | Verenigd Koninkrijk |
| 2012 | Luzern              | Rotsee                  | 25-27 mei       |             | Verenigd Koninkrijk |
| 2012 | Belgrado            | Ada Ciganlija           | 3-6 mei         |             | Verenigd Koninkrijk |
| 2011 | Luzern              | Rotsee                  | 8-11 juli       |             | Duitsland           |
| 2011 | Hamburg             | Elbe                    | 17-19 juni      |             | Duitsland           |
| 2011 | München             | Oberschleissheim        | 27-29 mei       |             | Duitsland           |
| 2010 | Luzern              | Rotsee                  | 9-11 juli       |             | Verenigd Koninkrijk |
| 2010 | München             | Oberschleissheim        | 18-20 juni      |             | Verenigd Koninkrijk |
| 2010 | Bled                | Meer van Bled           | 28-30 mei       |             | Verenigd Koninkrijk |
| 2009 | Luzern              | Rotsee                  | 10-12 juli      |             | Verenigd Koninkrijk |
| 2009 | München             | Oberschleissheim        | 19-21 juni      |             | Verenigd Koninkrijk |
| 2009 | Banyoles            | Estany de Banyoles      | 29-31 mei       |             | Verenigd Koninkrijk |
| 2008 | Poznań              | Maltameer               | 20-22 juni      |             | Verenigd Koninkrijk |
| 2008 | Luzern              | Rotsee                  | 30 mei-1 juni   |             | Verenigd Koninkrijk |
| 2008 | München             | Oberschleissheim        | 8-11 mei        |             | Verenigd Koninkrijk |
| 2007 | Luzern              | Rotsee                  | 13-15 juli      |             | Verenigd Koninkrijk |
| 2007 | Amsterdam           | Bosbaan                 | 22-24 juni      |             | Verenigd Koninkrijk |
| 2007 | Linz/Ottensheim     | oude arm Donau          | 1-3 juni        |             | Verenigd Koninkrijk |
| 2006 | Luzern              | Rotsee                  | 7-9 juli        |             | Duitsland           |
| 2006 | Poznań              | Maltameer               | 15-17 juni      |             | Duitsland           |
| 2006 | München             | Oberschleissheim        | 25-27 mei       |             | Duitsland           |
| 2005 | Luzern              | Rotsee                  | 8-10 juli       |             | Duitsland           |
| 2005 | München             | Oberschleissheim        | 17-19 juni      |             | Duitsland           |
| 2005 | Eton                | Dorney Lake             | 26-28 mei       |             | Duitsland           |
| 2004 | Luzern              | Rotsee                  | 18-20 juni      |             | Duitsland           |
| 2004 | München             | Oberschleissheim        | 27-29 mei       |             | Duitsland           |
| 2004 | Poznań              | Maltameer               | 7-9 mei         |             | Duitsland           |
| 2003 | Luzern              | Rotsee                  | 11-13 juli      |             | Duitsland           |
| 2003 | München             | Oberschleissheim        | 20-22 juni      |             | Duitsland           |
| 2003 | Milaan              | Idroscalo               | 29-31 mei       |             | Duitsland           |
| 2002 | Luzern              | Rotsee                  | 1-3 augustus    |             | Duitsland           |
| 2002 | München             | Oberschleissheim        | 12-14 juli      |             | Duitsland           |
| 2002 | België              | Hazewinkel              | 14-16 juni      |             | Duitsland           |
| 2001 | München             | Oberschleissheim        | 13-15 juli      |             | Duitsland           |
| 2001 | Wenen               | Alte Donau              | 28-30 juni      |             | Duitsland           |
| 2001 | Sevilla             | Guadalquivir            | 14-16 juni      |             | Duitsland           |
| 2001 | Verenigde Staten    | Princeton               | 26-28 april     |             | Duitsland           |
| 2000 | München             | Oberschleissheim        | 14-16 juli      |             | Duitsland           |
| 2000 | Wenen               | Alte Donau              | 23-25 juni      |             | Duitsland           |
| 2000 | Luzern              | Rotsee                  | 4-6 maart       |             | Duitsland           |
| 1999 | Luzern              | Rotsee                  | 9-11 juli       |             | Duitsland           |
| 1999 | Wenen               | Alte Donau              | 18-20 juni      |             | Duitsland           |
| 1999 | België              | Hazewinkel              | 28-30 mei       |             | Duitsland           |
| 1998 | Luzern              | Rotsee                  | 10-12 juli      |             | Duitsland           |
| 1998 | België              | Hazewinkel              | 19-21 juni      |             | Duitsland           |
| 1998 | München             | Oberschleissheim        | 29-31 mei       |             | Duitsland           |
| 1997 | Luzern              | Rotsee                  | 11-13 juli      |             | Duitsland           |
| 1997 | Parijs              | Lac de Vaires-sur-Marne | 21-22 juni      |             | Duitsland           |
| 1997 | München             | Oberschleissheim        | 31 mei - 1 juni |             | Duitsland           |